# Anton Kirchebner (Maler)

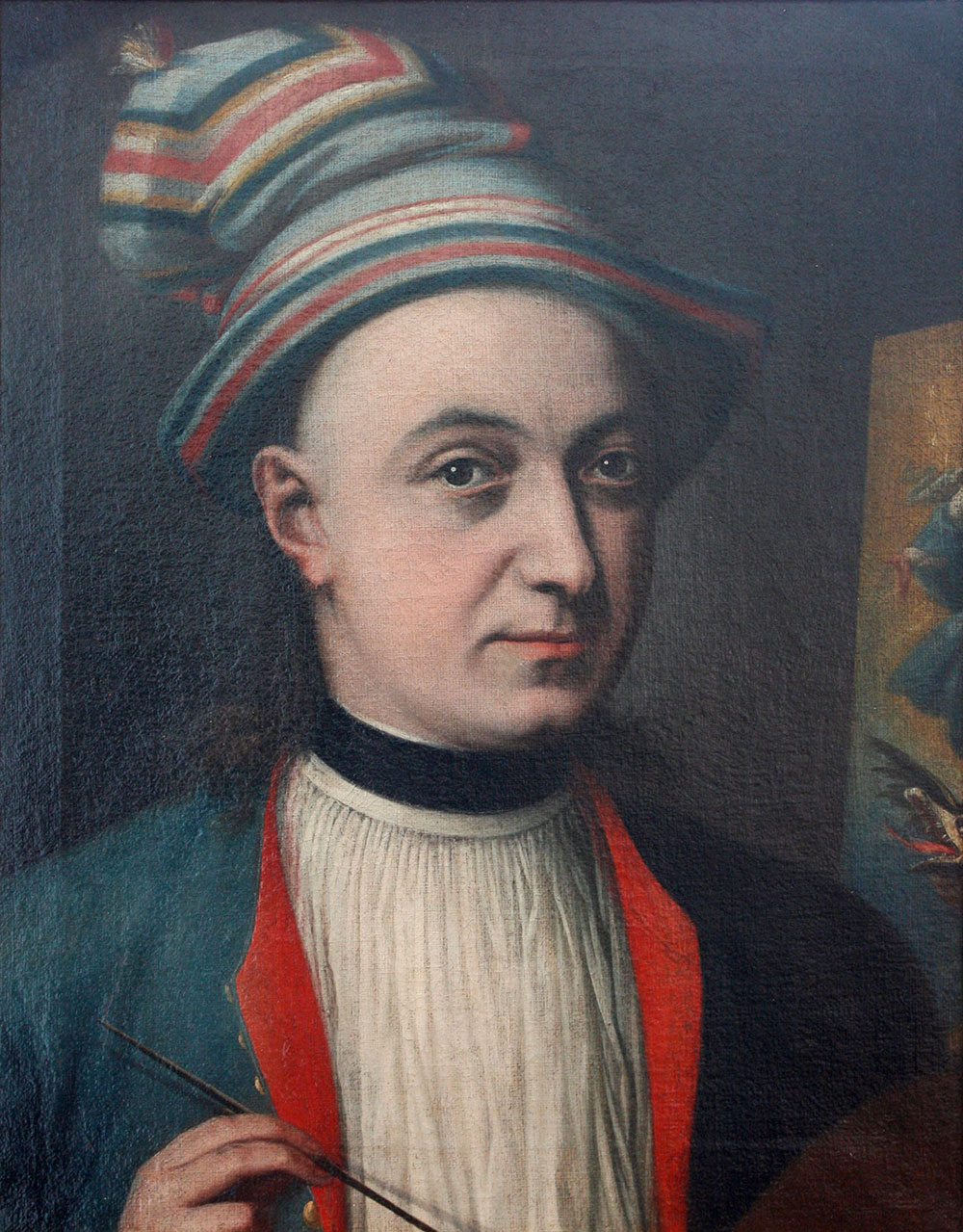
Selbstbildnis

Anton Kirchebner (* 1. Juni 1702 in Axams; † 17. August 1779 in Inzing) war ein österreichischer Maler.

## Leben
Anton Kirchebner wurde 1702 in Axams als Sohn von Jakob Kirchebner aus Grinzens und dessen Frau Margareta Span aus Sellrain geboren. Seine erste Ausbildung erhielt er bei Johann Geyer in Innsbruck, danach lernte er wahrscheinlich bei den Ginern in Thaur, vielleicht auch bei Anton Zoller oder Josef Adam Mölk.
1721 schuf Kirchebner sein erstes bekanntes Tafelbild, eine Beweinung Christi, für die Rote Kapelle in Sellrain. Ab etwa 1730 schuf er eigenständig Fresken für zahlreiche Kirchen in Nordtirol. Er gehört zum Ausklang der Rokokomalerei in Tirol, in den Spätwerken ab Mitte der 1760er Jahre werden Einflüsse des Klassizismus sichtbar. Handwerklich ein guter Maler, wird seine schöpferische Leistung nicht allzu hoch bewertet.
1732 heiratete Kirchebner in Götzens Maria Rangger, nach deren Tod 1761 Ursula Tanzer. Von den sechs Söhnen waren zwei, Franz Xaver (1736–1815) und Josef Anton (1757–1839), ebenfalls als Maler tätig.
Anton Kirchebner starb 1779 beim Ausmalen der Pfarrkirche Inzing durch einen Sturz vom Gerüst. In Axams ist der Anton-Kirchebner-Weg nach ihm benannt.

## Werke

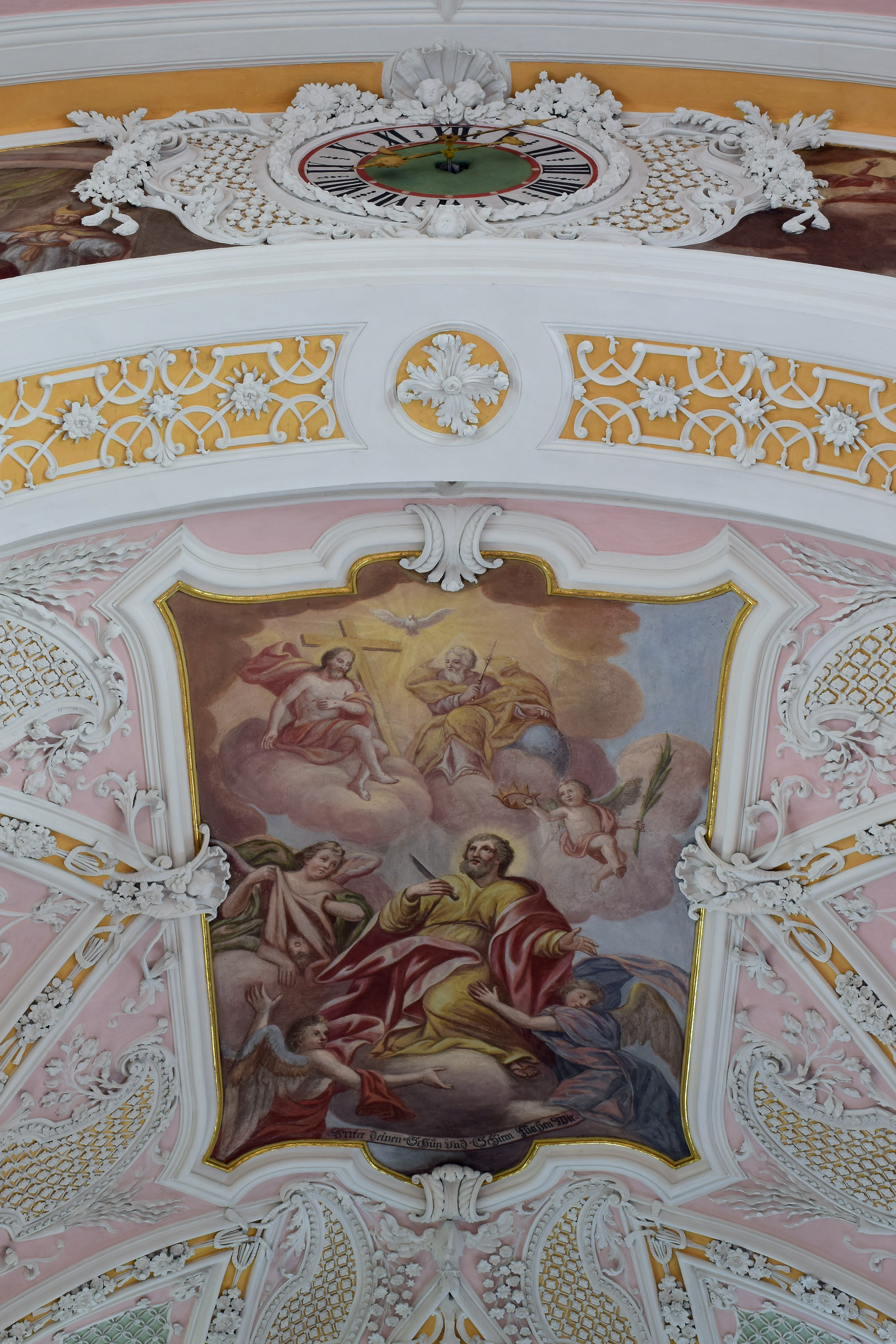
Glorie des hl. Bartholomäus, Deckenfresko in der Pfarrkirche Hart im Zillertal

- Deckenfresken, Pfarrkirche Hart im Zillertal, 1735[1]
- Fresken, Pfarrkirche Strass im Zillertal, 1736/37[2]
- Deckenmalereien, Pfarrkirche Gnadenwald in St. Michael um 1740[3]
- Hochaltarbild, Pfarrkirche Hart im Zillertal, 1748
- Deckenmalereien, Pfarrkirche Trins, 1755
- Deckenmalerei, Kaplaneikirche Polling in Tirol hl. Rochus, 1756[4]
- Gewölbefresken, Pfarrkirche Ischgl, 1756[5]
- Gewölbefresken, Pfarrkirche Pettneu, 1759[6]
- Deckenmalereien, Filialkirche hl. Katharina, Unterperfuss, 1761[7]
- Seitenaltarbilder, Pfarrkirche Götzens, um 1775
- Deckenmalereien, Pfarrkirche Inzing, 1779 (von Franz Xaver und Josef Anton Kirchebner vollendet)[8]